# 3e cérémonie des European Film Awards
La 3e cérémonie des prix du cinéma européen (3th European Film Awards), organisée par l'Académie européenne du cinéma, a eu lieu à Glasgow le 2 décembre 1990 et a récompensé les films réalisés dans l'année.

## Palmarès

### Meilleur film européen de l'année
Portes ouvertes
- Cyrano de Bergerac
- L'Interrogatoire
- La Mère
- Skyddsängeln
- La Fille aux allumettes
- ¡Ay, Carmela!

### Meilleur acteur européen de l'année
Kenneth Branagh pour Henry V
- Philip Zandén pour Skyddsängeln
- Gérard Depardieu pour Cyrano de Bergerac

### Meilleure actrice européenne de l'année
Carmen Maura pour ¡Ay, Carmela!
- Krystyna Janda pour L'Interrogatoire
- Anne Brochet pour Cyrano de Bergerac

### Meilleur scénariste
Vitali Kanevski pour Bouge pas, meurs, ressuscite

### Meilleur directeur de la photographie européen de l'année
Tonino Nardi pour Portes ouvertes
- Pierre Lhomme pour Cyrano de Bergerac

### Meilleur compositeur européen de l'année
- Jean-Claude Petit pour Cyrano de Bergerac

### Young European Film of the Year
Henry V
- Bouge pas, meurs, ressuscite
- Strada Blues
- La blanca paloma
- Un monde sans pitié

### Lifetime Achievement Award
Andrzej Wajda

### Meilleure production européenne de l'année(European Production Designer of the Year)
Ezio Frigerio et Franca Squarciapino pour Cyrano de Bergerac